# Кайракли
Кайракли́ (рос. Кайраклы, башк. Ҡайраҡлы) — село у складі Альшеєвського району Башкортостану, Росія. Входить до складу Аксьоновської сільської ради.
Населення — 186 осіб (2010; 264 в 2002).
Національний склад:
- чуваші — 96 %